# Mord im Hause Medici
Mord im Hause Medici ist ein deutsches Doku-Drama über die mächtigste Dynastie Italiens. Die Autoren Judith Voelker und Alexander Hogh lassen in dem zweiteiligen Doku-Drama die Zeit der Medici-Großherzöge der Toskana in dokumentarischen Sequenzen und szenischen Rekonstruktionen lebendig werden. Die Dokumentation wurde im Jahr 2013 von der Gebrüder Beetz Filmproduktion in Koproduktion mit ZDF und ORF und in Zusammenarbeit mit ARTE produziert. Am 16. Februar 2013 wurde das Doku-Drama erstmals weltexklusiv auf ARTE ausgestrahlt. Zeitgleich wurden die Ergebnisse der Forschungen in der Ausstellung der Reiss-Engelhorn-Museen vorgestellt.

## Handlung
Das Doku-Drama greift gezielt zwei Episoden des 16. Jahrhunderts heraus. Historiker, Rechtsmediziner und Bioarchäologen äußern sich zu der Ära, in der die Nachfahren Cosimos des Älteren und Lorenzos des Prächtigen längst aus dem Florentiner Bürgertum zu Herrschern der Toskana aufgestiegen waren und in die führenden Königshäuser Europas eingeheiratet hatten.
Porträts zeichnen die Schicksale ausgewählter Familienmitglieder nach, insbesondere der Kinder von Cosimo de’ Medici. Der Film montiert dokumentarische Elemente und szenische Darstellungen. Er befasst sich auch mit drei bisher ungelösten Mordfällen.
Das Interesse der Experten gilt vor allem der Suche nach der Identität von fünf unbekannten, weiblichen Skeletten aus der Familiengruft der Medici-Gebeine, die bislang keinen historischen Persönlichkeiten zugeordnet werden konnten. Der Film zeigt die Gen-Analyse und die Gesichtsrekonstruktion, die den wissenschaftlichen Beweis zur Identifizierung liefern soll.

## TV-Kritiken
- Die Heilbronner Stimme betont, dass der Schwerpunkt der Dokumentation auf der Exhumierung der Gebeine der Verstorbenen und deren Untersuchung liegt.[2]
- Die Presse kritisiert, dass „die viel zu kurzen Spielszenen“, die von „zu dramatischer Musik begleitet“ würden, mit den „viel zu langen Forscherinterviews“ nicht harmonieren würden.[3]